# Breitengrund (Schwarzenbach am Wald)
Breitengrund ist ein Gemeindeteil der Stadt Schwarzenbach am Wald im Landkreis Hof (Oberfranken, Bayern). Breitengrund liegt in der Gemarkung Bernstein am Wald.

## Geografie
Die Einöde liegt am bewaldeten, südlichen Talhang der Thiemitz. Westlich des Anwesens steht eine 800-jährige Eibe, die als Naturdenkmal ausgezeichnet ist. Ein Wirtschaftsweg führt zur Kreisstraße HO 28 (0,7 km südwestlich) bzw. nach Süßengut (0,7 km östlich).

## Geschichte
Gegen Ende des 18. Jahrhunderts bestand Breitengrund aus einem Anwesen. Die Hochgerichtsbarkeit sowie die Grundherrschaft über das Gütlein hatte das bayreuthische Verwaltungsamt Bernstein am Wald.
Von 1797 bis 1810 unterstand Breitengrund dem Justiz- und Kammeramt Naila. Infolge des Ersten Gemeindeedikts wurde Breitengrund dem 1812 gebildeten Steuerdistrikt Bernstein am Wald und der zugleich entstandenen Ruralgemeinde Bernstein zugewiesen. Am 1. Mai 1978 wurde Breitengrund im Zuge der Gebietsreform in Bayern nach Schwarzenbach eingegliedert.

### Einwohnerentwicklung
| Jahr      | 1799  | 1819  | 1861   | 1871   | 1885   | 1900   | 1925   | 1950   | 1961   | 1970   | 1987  |
| Einwohner | 4     | 10    | 12     | 13     | 12     | 14     | 13     | 8      | 6      | 2      | 5     |
| Häuser    | 1     |       |        |        | 2      | 2      | 2      | 2      | 2      |        | 2     |
| Quel      | [ 9 ] | [ 6 ] | [ 10 ] | [ 11 ] | [ 12 ] | [ 13 ] | [ 14 ] | [ 15 ] | [ 16 ] | [ 17 ] | [ 1 ] |

## Religion
Breitengrund ist evangelisch-lutherisch geprägt und bis heute nach St. Michael (Bernstein am Wald) gepfarrt.